# Igreja Presbiteriana Reformada da Escócia
A Igreja Presbiteriana Reformada da Escócia - em Inglês: Reformed Presbyterian Church of Scotland - é uma denominação reformada presbiteriana, conservadora fundada na Escócia, em 1690, logo após a Revolução Gloriosa, por um grupo de igrejas que se separaram da Igreja da Escócia.

## História
No contexto na Reforma Protestante na Escócia, parlamentares escoceses o Pacto Nacional de 1638 e a Liga Solene e Pacto de 1643. Os subscreventes destes documentos eram chamados de covenanters e estavam em oposição à Monarquia Inglesa. 
Após a Revolução Gloriosa, os covenanters não aprovaram o posicionamento da Igreja da Escócia em relação a participação do Estado na religião. Os membros do grupo passaram a ser nomeados de cameronianos, como referência a Richard Cameron.
Em 1743, o grupo se organizou como um Presbitério e cresceu continuamente desde então. 
Em 1863, a maior parte dos membros participou de uma fusão com a Igreja Livre da Escócia e cerca de 5 igrejas permaneceram na denominação.

## Doutrina
A denominação subscreve a Confissão de Fé de Westminster, Catecismo Maior de Westminster e Breve Catecismo de Westminster.

## Relações intereclesiásticas
A denominação faz parte Aliança Global Presbiteriana Reformada, pela qual possui intercomunhão com a Igreja Presbiteriana Reformada da América do Norte, Igreja Presbiteriana Reformada da Irlanda e Igreja Presbiteriana Reformada da Austrália.